# Яґодно (Вармінсько-Мазурське воєводство)
Яґодно (пол. Jagodno) — село в Польщі, у гміні Ельблонґ Ельблонзького повіту Вармінсько-Мазурського воєводства.
У 1975-1998 роках село належало до Ельблонзького воєводства.